# Hyperboloid Records
Hyperboloid Records — российский лейбл звукозаписи электронной экспериментальной музыки, основанный в 2004 году Дмитрием Гариным.
Среди резидентов лейбла — музыканты Summer Of Haze, Pixelord, tropical interface, Bad Zu, Raumskaya, Koloah и многие другие. Помимо прочего с лейблом в разное время сотрудничали такие известные отечественные артисты, как Хаски, IC3PEAK и Nikita Zabelin.
Музыканты лейбла неоднократно выступали на Boiler Room — одном из самых прогрессивных и интересных событий в мире электронной музыки.
Гиперболоид дважды получал награду «Лейбл года» по версии Jager Music Awards в 2015 и 2017 годах. Под эгидой лейбла проходят многочисленные вечеринки по всей России.

## История
В 2004 году музыкант Дмитрий Гарин решил выпускать экспериментальную музыку, продвигать близких по духу артистов и укреплять отечественную музыкальную индустрию.
В 2008 году к руководству лейбла присоединился Алексей Девянин, а в 2010 году — Сергей Сабуров.
В 2010 году Алексей, который тогда делал проект Gultskra Artikler, придумал электронный проект Pixelord. Лейбл пошел в сторону синхронизации с актуальными трендами, находя баланс между экспериментальной и танцевальной музыкой. Долгое время ориентирами Гиперболоида были культовые лейблы Warp, Rephlex и Ninja Tune.
В 2011 году на Hyperboloid Records вышел коммерчески успешный релиз «Cornbrail Acid» продюсера Beatwife. С этого момента о лейбле стали писать западные блоги с новой музыкой того времени — вонки, дабстеп, постдабстеп.
С 2011 по настоящий момент Hyperboloid Records издаёт как молодых и актуальных бейс-электронщиков из России (Gillepsy, Raumskaya, Damscray и др.), так и иностранных музыкантов, которые успели сделать себя имя (Chrissy Murderbot, Slick Shoota).

## СМИ
Артисты и релизы Hyperboloid Records освещаются в зарубежных изданиях от XLR8R до Pitchfork.
В 2014 году лейбл упоминается в статье на Fader про «новую волну звука с варп-скоростью» совместно с PC Music

«Hyperboloid Records воплощают в себе многие аспекты того, что представляет собой движение будущего» — сообщается в статье на Vice. 
Artists like EPROM, Daedalus, and Lindsay Lowend; styles like chiptune, VGM, and electroacoustic; labels like Brainfeeder, PC Music, and Hyperboloid Records, embody many aspects of what the future movement is all about. 
Информацию о лейбле и его главных резидентах можно найти почти на любом флагманском отечественном СМИ — будь то разговор на Афише с Pixelord по случаю выхода нового альбома, либо интервью в рамках спецпроекта на The Flow с Summer of Haze.

## Саблейблы

### Internetghetto
Internetghetto специализируется на начинающих продюсерах. Однако, на нём также работают и довольно известные музыканты вроде Cvpellv x Tapecut, Haarps и Xia Xia Technique (проект группы OK Go) или 813. В феврале 2020 года Сalvert Journal выпустил специальный проект с музыкальным миксом от Internetghetto.

### Aelita Records
Aelita Records занимается продвижением нео-поп и гиперпоп музыки. На нём вышел альбом «Сила» дуэта Zarya, которых The Village назвали главными представителями гиперпопа на русском языке.

## Hyperboloid Studio
В 2017 году Hyberboloid запустили музыкальную продакшн-студию, которая в разное время сотрудничала с такими компаниями, как Mercedes-Benz, Volvo, «Гоголь-центр» , фестиваль «Политех», Yota и другие.

## Образовательная деятельность
Руководители лейбла — Дмитрий Гарин и Алексей Девянин (Pixelord) преподают курс «Музыкальное продюсирования» в Школе дизайна НИУ ВШЭ, где Дмитрий также курирует весь образовательный курс.
Также Hyperboloid records разработал обучающий курс «Электронная музыка с нуля до PRO», где преподают его руководители, а также резиденты лейбла: Алексей Девянин, Сергей Сабуров, Jan Amit, A. Fruit.

## Награды
| Награда            | Год  | Категория  | Результат |
| Jager Music Awards | 2015 | Лейбл года | Победа    |
| Jager Music Awards | 2017 | Лейбл года | Победа    |